# Rosalynn Carter
Eleanor Rosalynn Smith Carter (Plains, Georgia, 18. kolovoza 1927. – Plains, Georgia, 19. studenoga 2023.) bila je supruga 39. američkog predsjednika Jimmyja Cartera od 20. siječnja 1977. do 20. siječnja 1981.